# Stenogobius polyzona
Stenogobius polyzona es una especie de pez de la familia de los Gobiidae en el orden de los Perciformes.

## Morfología
Los machos pueden llegar a alcanzar los 15 cm de longitud total y las hembras 6,6.
Es un pez de agua dulce, de clima tropical y demersal.

## Distribución geográfica
Se encuentra en Madagascar y Reunión.

## Observaciones
Es inofensivo para los humanos.